# Grønbanke
Grønbanke är en kulle i Danmark.  Den ligger på ön Fyn i Region Syddanmark, i den södra delen av landet, 140 km väster om Köpenhamn. 
Grønbanke ligger i ett odlat moränlandskap på en platå 75–100 meter över havet och är 119 meter hög. Kullen ligger i närheten av Grønbjerg som också är 119 meter hög. Grusvägen Ravndrupvej går upp på toppen där det finns en triangelpunkt i granit från 1901.